# Polihydroksyeter
Polihydroksyeter – termoplastyczna żywica epoksydowa otrzymywana z dianu i epichlorohydryn, opisana wzorem
[−O−C
6H
4−C(CH
3)
2−C
6H
4−O−CH
2−CH(OH)−CH
3−].

## Właściwości
- Bezbarwne
- Niekrystaliczne
- Trwałość wymiarowa
- Bardzo małe pełzanie
- Odporność na wodne roztwory mocnych zasad i rozcieńczone kwasy mineralne, smary i oleje
- Słaba odporność na rozpuszczalniki organiczne
- Gęstość 1,18 g/cm³
- Wytrzymałość na rozciąganie 65 Mpa
- Wytrzymałość na ściskanie 82 Mpa
- Wytrzymałość na zginanie 110 Mpa
- Wydłużenie przy zerwaniu 90%
- Maksymalna temperatura pracy 100 °C
- Chłonność wody 1,5%

## Zastosowanie
- Pojemniki otrzymywane metodą rozdmuchiwania
- Folie opakowaniowe do artykułów żywnościowych
- Rury
- Kleje topione do metali
- Powłoki topione o doskonałej odporności na ścieranie